# Exene Cervenka

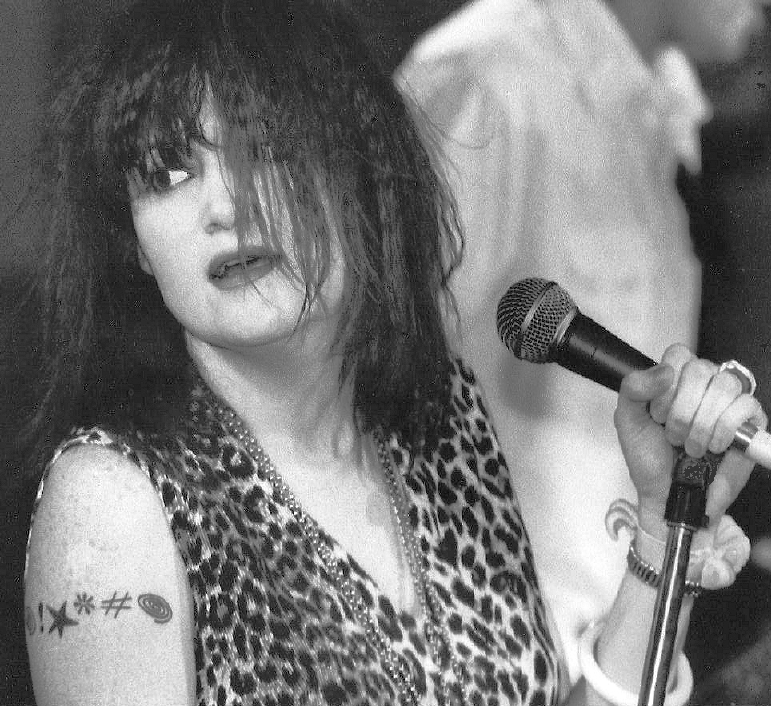
Exene Cervenka (1986)

Exene Cervenka (Chicago, 1 februari 1956) is bekend als zangeres en lid van de punkrock band X. Zij heeft ook opgetreden en opnames gemaakt van het genre spoken word.
Door de jaren heen is ze ook bekend geworden onder de naam 'Christene Cervenka', 'Exene Cerkenkova' en 'Christene Edge'. Zij woont in Los Angeles, Californië en treedt nog steeds op met X en haar nieuwe band Original Sinners. Zij werkt eveneens als lerares en bibliothecaresse
Zij heeft een zoon, Henry Mortensen, uit haar huwelijk met Viggo Mortensen.